# Ferriby Sluice
Ferriby Sluice – osada w Anglii, w hrabstwie Lincolnshire. Leży 50 km na północ od Lincoln i 243 km na północ od Londynu.